# Silniční most (Nymburk)
Silniční most v Nymburce (okres Nymburk ve Středočeském kraji) převádí přes Labe silnici, která na pravém břehu vychází z náměstí Přemyslovců v centru historického jádra města, na jižním (levém) břehu v Zálabí nese název Kolínská. Do roku 2010 tudy procházela silnice I/38 z Mladé Boleslavi do Kolína, po vybudování obchvatu je průtah městem degradován na silnici II/503, po mostě peážuje též silnice II/330 do Sadské. Most je chráněn jako technická kulturní památka (zapsaná v roce 1965). Nový železobetonový most se třemi oblouky a dvěma nosnými pilíři byl postaven na místě původního dřevěného mostu v roce 1912 a byl prvním[zdroj⁠?!] svého druhu v Čechách. Navrhl jej architekt František Roith. Stavbu provedla pražská firma Ing. Karla Herzáně.

## Historie

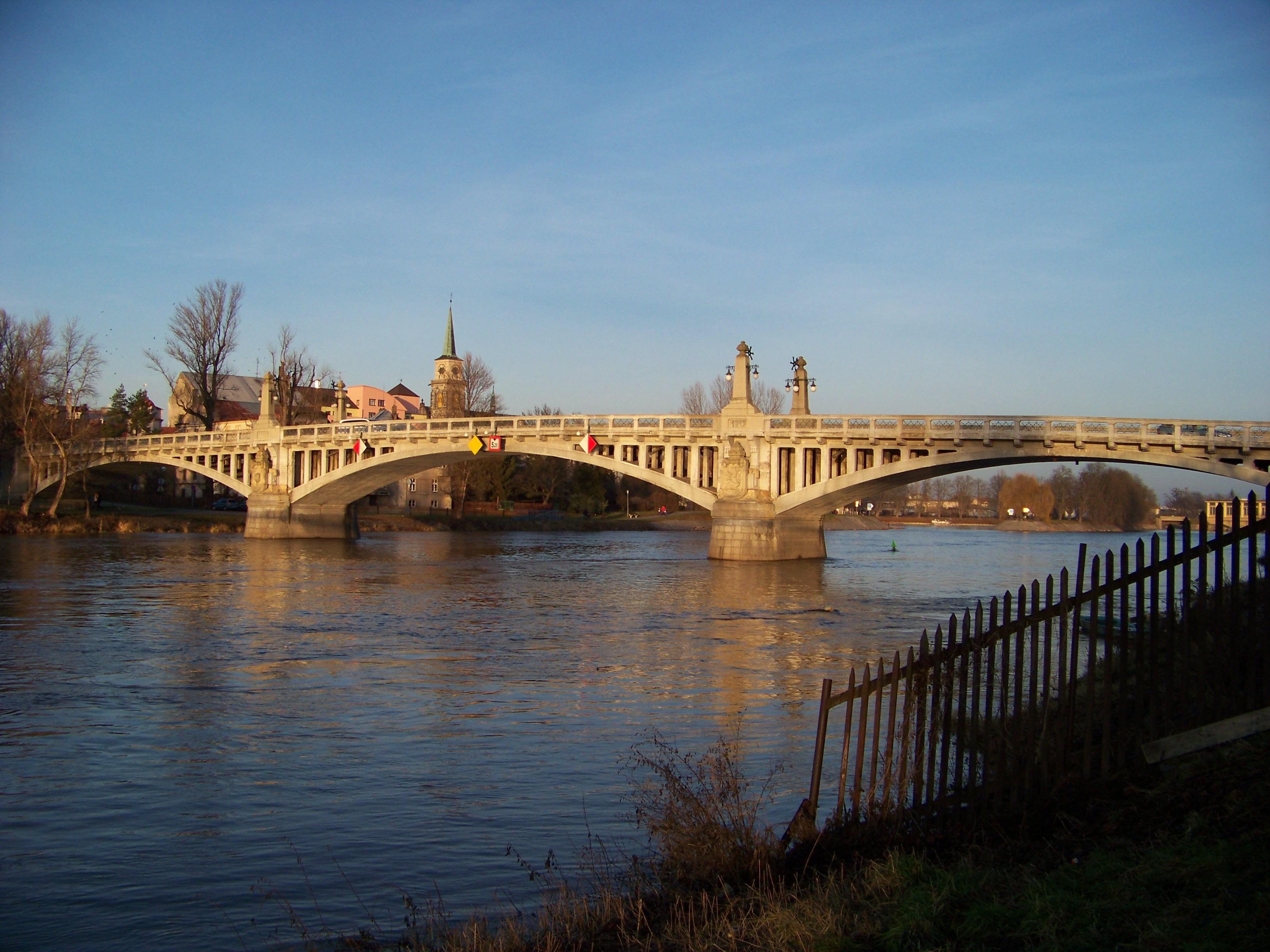
Nymburk, Kamenný most, od Bělidel

V dávnějších dobách je doložena v místech dnešního Nymburka existence brodu na staré žitavské cestě od Kouřimě přes Sadskou, Nymburk a na Mladou Boleslav. Po založení města pak vznikla cesta na Starou Boleslav přes Lysou nad Labem a dále na východ k Hradci Králové.
Na místě současného stál předtím dřevěný most, jehož existence je doložena již od dob založení města. Ten prošel během staletí mnoha proměnami, například roku 1640 byl spálen švédskými vojsky, po zničení města Sasy roku 1634. Dále mostu škodily povodně a tání ledu.
Dle popisu z roku 1910 byl starý most 170 m dlouhý, 5,40 m široký, navíc opatřen ledolamy a mohutnými dubovými pilíři. Ze Zálabí se na most vcházelo Zálabskou branou (shořela v roce 1589), do města pak branou Mosteckou (také Labskou, shořela při velkém požáru v roce 1838).

## Popis
Most má celkovou délku 118 metrů a šířku mostovky 8,5 metrů, výška středu mostu nad normální hladinou vody je 8,5 metru. Most má tři pole tvořená vetknutými železobetonými oblouky. Krajní pole mají rozpětí 35 m a střední pole 40 m. Most má bohatou pozdně secesní výzdobu. Pilíře mají kvádrové obklady a na jejich konci se nachází štíty s motivy českých lvů na návodní straně. Nad pilíři jsou vztyčeny dekorativní pylony. Směrem ke středu mostu mostovka mírně stoupá. Zábradlí je železobetonové s vloženou mříží. Na obou stranách na most navazovaly dlouhé nájezdní rampy doplněné o lávky pro pěší. Při opravě mostu v roce 1967 byla předmostí rozšířena.
Tabulka v místě někdejší Mostecké brány jej mylně označuje za nejstarší železobetonový most v Čechách, pravděpodobně však skutečně je nejstarším českým betonovým mostem přes Labe.
Na přelomu 80. a 90. let 20. století byla asi 70 metrů vedle po proudu řeky vybudována souběžná lávka pro pěší a na původním mostě byla rozšířena vozovka na úkor dosavadních chodníků a byl na něj zakázán vstup pěším. Roku 1998 prošel most rekonstrukcí. Lávka, která byla stejné konstrukce jako lávka v Praze-Troji, byla po její havárii na základě negativních posudků dne 3. srpna 2018 stržena. Most zůstal pěším nepřístupný.